# Thymus mongolicus
Thymus mongolicus là một loài thực vật có hoa trong họ Hoa môi. Loài này được (Ronniger) Ronniger miêu tả khoa học đầu tiên năm 1934.